# Castillo de Santa Catalina (slott i Spanien, Andalusien, Provincia de Jaén)
Castillo de Santa Catalina är ett slott i Spanien.   Det ligger i provinsen Provincia de Jaén och regionen Andalusien, i den södra delen av landet, 290 km söder om huvudstaden Madrid. Castillo de Santa Catalina ligger 790 meter över havet.
Terrängen runt Castillo de Santa Catalina är kuperad söderut, men norrut är den platt. Runt Castillo de Santa Catalina är det ganska tätbefolkat, med 192 invånare per kvadratkilometer. Närmaste större samhälle är Jaén, 0,83 km öster om Castillo de Santa Catalina. Trakten runt Castillo de Santa Catalina består till största delen av jordbruksmark.